# Anime EX
Anime EX es una revista informativa brasileña sobre anime y manga lanzada en octubre de 2000 por la Editora Trama (como la revista Dragão Brasil), esta revista es la continuación de la revista Animax de la Editora Magnum.
En 2005, Peixoto lanzó la revista Anime Fury de Digerati, en la misma línea de las revistas Japan Fury y Animax (en pequeño formato y con 36 páginas) y participa en el libro Hentai A Sedutor do Mangá de Opera Graphica, que también contó con textos del periodista e investigador académico Nobu Chinen y del dibujante de cómics Minami Keizi, precursor del estilo manga en el Brasil de los años 1960.
En 2013, Peixoto publicó el libro «Mangá do começo ao fim».
En 2018, se anunció un proyecto de micromecenazgo en Catarse para publicar Animax en formato digital. En septiembre de 2019, Animax fue cancelado, dando paso a una nueva versión de Anime EX.

## Editores
Anime EX tuvo como principales creadores a Sérgio Peixoto y Olando Tosetto, y a colaboradores como Daniel Martinelli, Denise Akemi, Érica Awano, Fábio M. Akita, Lydia Megumi, Sérgio Ikehara, João Cláudio "Jet" Fidélis, João Vicente Cardoso y Palacio Pedro Paulo.

## Secciones
Las secciones de esta revista fueron:

### Otaku News
Un otaku es un fanático del anime y el manga. Esta sección traía noticias relacionadas con el anime y el manga, así como eventos sobre estos temas u otros que les concernieran.

### Yuubin
Esta parte (cuyo nombre significa "correo" en japonés) era un espacio para que los otakus enviaran cartas y correos electrónicos, hicieran preguntas, hicieran sugerencias y se pusieran en contacto con otros fans. También se exhibieron obras e ilustraciones realizadas por este público. Evidentemente estas ilustraciones se basaron en el estilo de dibujo creado en Japón, llamado manga.

### Dojinshi
Muchos otakus, ya sea para rendir homenaje o simplemente para mostrar su talento a través del estilo manga, enviaban dojinshis a la revista Anime EX. Un dojinshi (fanzine en español) es una revista hecha por fans.
Esto no quiere decir que no existan fanzines totalmente originales, sino todo lo contrario. Lo que pasa es que mucha gente decide crear fanzines, para consagrar personajes ya conocidos. Un otaku puede crear un fanzine sobre Dragon Ball Z, creado por Akira Toriyama, por ejemplo, siempre y cuando mencione que esa publicación es un fanzine y no puede tener una gran extensión. En Japón hay gente que se gana la vida creando y vendiendo fanzines.
La revista Anime EX publicó fanzines sobre anime y manga. Los fanzines enviados fueron evaluados por Anime EX y los elegidos fueron publicados en la sección «Dojinshi». Este fue un espacio para que los otakus conocieran el talento de los fanzines de manga brasileños. Muchas personas tuvieron notoriedad en el dojinshi, como Érica Horita, Célia Alves, Élcio Chicanosky y Denise Akemi, entre muchos otros.
Denise Akemi tuvo una participación especial, ya que impartió clases de elaboración de fanzines en algunas ediciones.
Sergio Peixoto y Orlando Tosetto también fueron escritores de fanzines al inicio de sus carreras.

### Mangá Ká
En esta sección contribuyó Érica Awano, artista quien presentaba tutoriales sobre como dibujar mangas. Érica Awano es una diseñadora de renombre mundial. Algunos de sus trabajos fueron Street Fighter Zero 3, Holy Avenger y también en la revista Animax.

### Nihongo Gakkou
Lydia Megumi enseñaba el idioma japonés en esta sección (cuyo título significa «escuela japonesa» en japonés).

### Net No Umi
Dan'UP (Denison Guizelini) brindaba consejos sobre sitios web relacionados con el anime y el manga en Net No Umi («Mar de Internet»).

### Karaokê
Aquí se presentaba la música anime: la letra, y una traducción al portugués realizada muchas veces por Sérgio Ikehara.

### Cosplay
En cosplay (personas que se visten y se comportan como personajes de anime y manga), se mostraban materiales sobre esta actividad. En muchos casos hubo concursos para elegir el mejor personaje (interpretación).

### Kareshi To Kanojo
Aquí se mostraban ilustraciones realizadas por fans quienes forman parejas de anime (el nombre significa «novio y novia»). Los personajes no necesariamente tenían que ser del mismo anime o manga. En Animax, el personaje que más apareció fue Kurama de Yu Yu Hakusho, ante la constante «consternación» del editor. En Anime EX, Goku, Ash Ketchum y Himura Kenshin, protagonistas de animes que tenían éxito entre el público en ese momento, solían competir mejor. En Animax, esta sección se llamaba Casal Animax.
Un ejemplo de pareja fue la de Himura Kenshin de Samurai X y Jessie de Pokémon en la edición de junio de 2000 de Anime EX.

### Falando Sério
Debates y artículos sobre lo que pasa en el mundo del anime y manga.

### Sumimasen
En Sumimasen («disculpa») se publicaron erratas de la revista.